# Keith Urban
Keith Lionel Urban (Whangarei (Nieuw-Zeeland), 26 oktober 1967) is een Nieuw-Zeelandse singer-songwriter en countryzanger. In 2011 kreeg hij een ster in de Music City Walk of Fame in Nashville.

## Biografie

### Jonge jaren
Alhoewel Urban geboren werd in Nieuw-Zeeland, groeide hij op in Queensland in Australië. Toen een jonge vrouw aan Urbans vader vroeg of ze in zijn winkel een advertentie mocht ophangen waarin ze gitaarles aanbood, gaf hij toestemming in ruil voor lessen aan zijn zoon. Zo leerde Urban op zijn zesde al gitaarspelen. Urban bleek zeer getalenteerd en twee jaar later won hij al verscheidene talentenshows. Hiernaast was hij betrokken bij een acteergroep waar hij leerde om te zingen, dansen en teksten te onthouden.
Beïnvloed door de muzikale smaak van zijn vader, had Urban een voorkeur voor countrymuziek. Hij werd geïnspireerd door countryzangers Glen Campbell, Don Williams en Dolly Parton en door songwriter Jimmy Webb. Later ontdekte hij Dire Straits en raakte hij onder de indruk van het gitaarspel van Dire Straits voorman Mark Knopfler en Lindsey Buckingham van Fleetwood Mac, waarop hij hun gitaarspel ging onderzoeken en eindeloos oefende tot hij hun technieken onder de knie had.

## Carrière
Aan het begin van de jaren negentig kwam er een revolutie van de countrymuziek op gang, waar Urban deel van uitmaakte. Met zijn debuutalbum Keith Urban won hij meteen een aantal grote prijzen. Zijn droom was echter om in Nashville naam te maken. Hij reisde verschillende keren af naar de stad en bedacht manieren om zijn intrede te maken in de muziekwereld daar. In 1997 besloot hij naar Nashville te verhuizen. Samen met een vriend uit Australië, drummer Peter Clarke, vormde hij het trio the Ranch. De originele basgitarist vertrok vrij snel na de oprichting weer naar Australië en werd vervangen door Jerry Flowers uit West Virginia.
Hun liveshows werden opgemerkt en ze kregen een platencontract bij Capitol Nashville. Oprichter van platenmaatschappij I.R.S. Records Miles Copland, tevens manager van the Police, werd hun manager. Hun debuutalbum The Ranch werd zeer positief ontvangen vanwege de unieke manier waarop ze countrymuziek brachten en het gitaarspel van Urban. Dit bleef ook niet onopgemerkt voor andere bands en toen The Ranch zich ophief werd Urban al snel door anderen gevraagd om voor een aantal van hun nummers het gitaarspel te verzorgen. Garth Brooks vroeg hem om mee te spelen op zijn album Double Live en de Dixie Chicks vroegen hem voor hun tweede album. Matt Rollings, een van Nashvilles grootste muzikanten, huurde Urban uiteindelijk in om te spelen op een album dat hij produceerde. Het klikte meteen tussen Urban en Rollings, en onder de indruk van Rollings' kennis over Nashvilles sessiemuzikanten, vroeg Urban hem om zijn volgende album te produceren. Tijdens zijn promotietournee was hij de opening act voor sterren als onder andere Dwight Yoakam, Faith Hill en Tim McGraw, en had hij tevens eigen shows.
Met dit album, wederom Keith Urban geheten, vestigde hij zich definitief als countryzanger. Vier singles werden hits. Er kwamen er drie in de top vijf, waarvan But of the Grace of God een #1 hit werd.
3 Jaar later, in 2002, kwam zijn volgende album uit, getiteld  Golden Road. Ook dit album werd een groot succes. Het kwam op nummer twee binnen in de Top Country Album en 4 singles kwamen op de hoogste positie in de charts terecht. Ook verschenen zijn singles in de popcharts en niet meer alleen in de countrycharts.
In 2004 was het met het album Be Here weer raak en ook zijn album Love, Pain & the Whole Crazy Thing deed het goed. In 2005 won Urban een Grammy voor You'll Think of Me van zijn album Golden Road
In 2020 scoort Keith Urban samen met Pink een bescheiden hit met One Too Many.

### Privé
Urban heeft ruim acht jaar een relatie gehad met Lara Siegler, een dierenarts. In 2001 vroeg hij haar ten huwelijk, maar een jaar later verbrak het koppel de verloving. Hierna kreeg hij een relatie met voormalig topmodel Niki Taylor die drie jaar later in 2005 werd verbroken.
In januari 2005 ontmoette Urban tijdens G'Day in Hollywood, een evenement waar Australiërs worden geëerd, de Australische actrice Nicole Kidman. De twee kregen een relatie en trouwden op 25 juni 2006 in Sydney. Op 19 oktober van dat jaar liet Urban zich opnemen in de Betty Ford kliniek in Californië. Een dag later zei hij in een verklaring diep berouw te hebben van de pijn die hij zijn echtgenote en de mensen die hem liefhadden deed. Op 18 januari verliet hij de kliniek en liet weten dat hij afgekickt was en plannen ging maken voor een tournee om zijn nieuwste album Love, Pain & the Whole Crazy Thing te promoten.
Keith Urban en zijn echtgenote Nicole Kidman hebben op 7 juli 2008 een dochter gekregen. Op 28 december 2010 werd hun tweede dochter geboren via een draagmoeder.

## Discografie

### Albums
| Keith Urban                        | 1991       | - |
| Keith Urban                        | 1997       | - |
| Golden Road                        | 2002       | - |
| Be Here                            | 2004       | - |
| Days Go By                         | 2005       | - |
| Love, Pain & the Whole Crazy Thing | 2006       | - |
| 18 kids / Greatest Hits            | 2007       | - |
| Defying Gravity                    | 2009       | - |
| Get Closer                         | 2010       | - |
| Fuse                               | 2013       | - |
| Ripcord                            | 06-05-2016 | - |

### Singles
| Only You                  | 1990 | - |  |
| I Never Work on a Sunday  | 1990 | - |  |
| Arms of Mary              | 1991 | - |  |
| The River                 | 1991 | - |  |
| It's a Love Thing         | 1999 | - |  |
| Your Everything           | 2000 | - |  |
| But for the Grace of God  | 2001 | - |  |
| Where the Blacktop Ends   | 2001 | - |  |
| Somebody Like you         | 2002 | - |  |
| Raining on Sunday         | 2003 | - |  |
| Who Wouldn't Wanna Be Me  | 2003 | - |  |
| You'll Think of Me        | 2004 | - |  |
| You Look Good in My Shirt | 2004 | - |  |
| Days Go By                | 2004 | - |  |
| You're My Better Half     | 2005 | - |  |
| Making Memories of Us     | 2005 | - |  |
| Better Life               | 2005 | - |  |
| Tonight I Wanna Cry       | 2005 | - |  |
| Live to Love Another Day  | 2005 | - |  |
| Once in a Lifetime        | 2006 | - |  |
| Stupid Boy                | 2007 | - |  |
| I Told You So             | 2007 | - |  |